# ジャクリーヌ・ビル
ジャクリーヌ・ピル（Jacqueline Bir、1934年 - ）は、フランスの女優。アルジェリアのオラン（当時はフランス領内）で生まれた。『出発』（1967年）、“Odette Toulemonde”（fr）（2006年）などに出演している。